# Спутники Марса

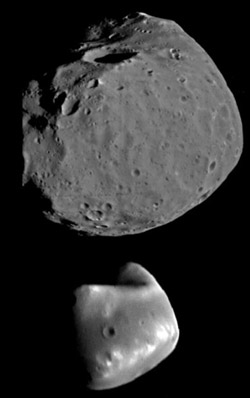
Фобос (сверху) и Деймос (снизу)

Орбиты спутников Марса

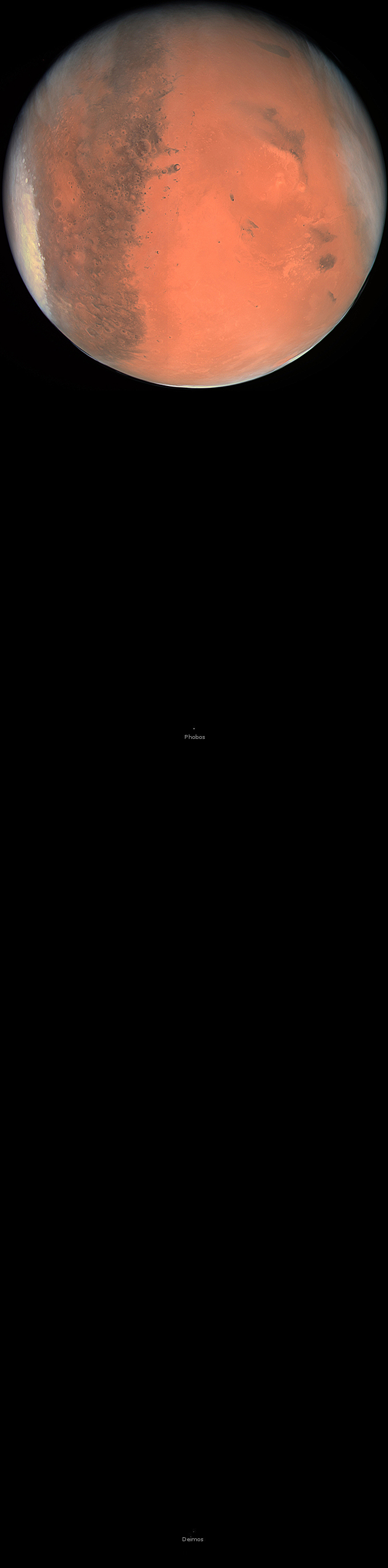
Изображение спутников Марса с соблюдением масштабов и расстояний

У планеты Марс есть два спутника: Фобос (греч. φόβος «страх») и Деймос (греч. δείμος «ужас»). Оба спутника вращаются вокруг своих осей с тем же периодом, что и вокруг Марса, поэтому всегда повёрнуты к планете одной и той же стороной. Оба спутника имеют форму, приближающуюся к трёхосному эллипсоиду. Фобос (26,8×22,4×18,4 км) несколько больше Деймоса (15×12,2×10,4 км). Приливное воздействие Марса постепенно замедляет движение Фобоса, снижая его орбиту, что, в конце концов, приведёт к его падению на Марс. Деймос же, напротив, удаляется от Марса.

## История

### Предсказания о двух спутниках
Предположение о существовании у Марса двух спутников высказал Иоганн Кеплер в 1611 году. А именно: он ошибочно расшифровал анаграмму Галилео Галилея smaismrmilmepoetaleumibunenugttauiras как лат. Salue, umbistineum geminatum Martia proles («Привет вам, близнецы, Марса порождение») и, таким образом, посчитал, что Галилей открыл два спутника Марса. В то время, как правильной её расшифровкой было лат. Altissimum planetam tergeminum obseruaui («Высочайшую планету тройною наблюдал», опубликована в письме Галилея Джулиано де Медичи 13 ноября 1610 года) — Галилей увидел Сатурн тройным — с кольцами.
Вероятно, при своей ошибочной расшифровке анаграммы Галилея Кеплер также основывался на логике, что если у Земли есть один спутник, а у Юпитера — 4 (известных на тот момент), следовательно, количество спутников, по мере удаления от Солнца, возрастает в геометрической прогрессии. По этой логике, у Марса должно быть 2 спутника.
Наличие двух спутников у Марса более чем за 150 лет до их официального открытия случайно «предсказал» Дж. Свифт — в третьей главе третьей части «Путешествий Гулливера» (1726), которая описывает летающий остров Лапута, говорится, что астрономы Лапуты открыли два спутника Марса на орбитах, равных 3 и 5 диаметрам Марса c периодом вращения соответственно 10 и 21,5 часов (реально Фобос и Деймос находятся на расстоянии 1,4 и 3,5 диаметра Марса от центра планеты, а их периоды — 7,6 и 30,3 часа):

…ближайший к Марсу удалён от центра этой планеты на расстояние, равное трём её диаметрам, а более отдалённый находится от неё на расстоянии пяти таких же диаметров. Первый совершает своё обращение в течение 10 часов, а второй в течение 21 с половиной часа, так что квадраты времён их обращения почти пропорциональны кубам их расстояний от центра Марса, каковое обстоятельство с очевидностью показывает, что означенные спутники управляются тем же самым законом тяготения, которому подчинены другие небесные тела…
Оригинальный текст (англ.)…whereof the innermost is distant from the centre of the primary planet exactly three of his diameters, and the outermost, five; the former revolves in the space of ten hours, and the latter in twenty-one and a half; so that the squares of their periodical times are very near in the same proportion with the cubes of their distance from the centre of Mars; which evidently shows them to be governed by the same law of gravitation that influences the other heavenly bodies…

В его времена Фобос и Деймос не были известны, и писатель таким образом сатирически описал астрономов Лапуты.
В философской повести «Микромегас» (1752) Вольтера содержится упоминание о том, что вокруг Марса обращается две луны «правда, ускользающие от глаз земных астрономов».

### Поиски и открытие
Спутники Марса пытался отыскать ещё английский королевский астроном Уильям Гершель в 1783 году, но безрезультатно. В 1830 году безуспешные систематические поиски спутников в Берлине вёл Иоганн Генрих фон Медлер. В 1862 и 1864 годах их искал директор обсерватории Копенгагенского университета Генрих (Анри) Луи Д’Арре с помощью 10-дюймового (25-сантиметрового) телескопа-рефрактора, но также не смог их найти.
Спутники Марса Деймос и Фобос были открыты, соответственно, 11 и 17 августа 1877 года (год великого противостояния Марса) по вашингтонскому времени Асафом Холлом в Морской обсерватории (США). При наблюдениях, приведших к этим открытиям, он использовал 26-дюймовый (66-сантиметровый) телескоп-рефрактор, изготовленный предприятием, принадлежащим Алвену Кларку и двум его сыновьям. Этот телескоп в 1877 году был крупнейшим рефрактором в мире. В письме Глейшеру от 28 декабря 1877 года Холл пишет:

Из различных имён, которые были предложены для этих спутников, мне больше всего нравятся имена из Гомера, предложенные мистером Маданом из Итона, а именно: Деймос для внешнего спутника и Фобос для внутреннего.
Оригинальный текст (англ.)Of the various names that have been proposed for these satellites I like best those suggested from Homer by Mr. Madan, of Eton, viz. Deimos for the outer satellite, and Phobos for the inner one.

Таким образом, имена для спутников Марса предложил Генри Джордж Мадан в 1877 году, и взял он их из «Илиады» Гомера. Окончательный выбор в пользу предложения Мадана Холл сделал 7 февраля 1878 года.

### Исследование
В 1894 году А. Белопольским и в 1896 году С. Костинским были впервые получены снимки Деймоса, а во время великого противостояния 1909 года С. Костинский получил чёткие фотоснимки Фобоса и Деймоса. В 1911 году Г. Струве предложил первую теорию движения спутников Марса.

#### Исследование спутников Марса космическими аппаратами
Многие АМС, имевшие своей основной задачей исследование Марса, сделали фотографии его спутников с различного расстояния. (Подробности см. в статье Фобос).
Из четырёх осуществлённых миссий к спутникам Марса три закончились полной неудачей: связь с АМС Фобос-1 была потеряна на пути к Марсу, АМС Марс-96 и Фобос-Грунт потерпели неудачу, не покинув околоземную орбиту. АМС Фобос-2 вышла на околомарсианскую орбиту, были получены некоторые научные данные о Фобосе, затем связь была потеряна на удалении в несколько сотен км от Фобоса. Основная часть миссии с использованием посадочных модулей не была выполнена.
- Фобос (космический аппарат)
- Марс-96
- Фобос-Грунт

## Строение
Деймос и Фобос состоят из каменистых пород, на поверхности спутников имеется значительный слой реголита.
Поверхность Деймоса выглядит гораздо более гладкой за счёт того, что большинство кратеров покрыто тонкозернистым веществом. Очевидно, на Фобосе, более близком к планете и более массивном, вещество, выброшенное при ударах метеоритов, либо наносило повторные удары по поверхности, либо падало на Марс, в то время как на Деймосе оно долгое время оставалось на орбите вокруг спутника, постепенно осаждаясь и скрывая неровности рельефа.

## Вид с Марса

Прохождение Фобоса по диску Солнца. Анимация составлена на основе снимков марсохода «Оппортьюнити».

Фобос при наблюдении с поверхности Марса имеет видимый диаметр около 1/3 от диска Луны на земном небе и видимую звёздную величину порядка −9 (приблизительно как Луна в фазе первой четверти). Фобос восходит на западе и садится на востоке Марса, чтобы снова взойти через 11 часов, таким образом, дважды в сутки пересекая небо Марса. Движение этой быстрой луны по небу будет легко заметно в течение ночи, так же, как и смена фаз. Невооружённый глаз различит крупнейшую деталь рельефа Фобоса — кратер Стикни. Деймос восходит на востоке и заходит на западе, выглядит как яркая звезда без заметного видимого диска, звёздной величиной около −5 (чуть ярче Венеры на земном небе), медленно пересекающая небо в течение 2,7 марсианских суток. Оба спутника могут наблюдаться на ночном небе одновременно, в этом случае Фобос будет двигаться навстречу Деймосу.
Яркость и Фобоса, и Деймоса достаточна для того, чтобы предметы на поверхности Марса ночью отбрасывали чёткие тени. Оба спутника обращаются сравнительно близко к поверхности Марса и, кроме того, имеют относительно малый наклон орбиты к экватору Марса, эти два обстоятельства исключают их наблюдение в высоких северных и южных широтах планеты: так, Фобос никогда не восходит над горизонтом севернее 70,4° с. ш. или южнее 70,4° ю. ш.; для Деймоса эти значения составляют 82,7° с. ш. и 82,7° ю. ш. На Марсе может наблюдаться затмение Фобоса и Деймоса при их входе в тень Марса, а также затмение Солнца, которое бывает только кольцеобразным из-за малого углового размера Фобоса по сравнению с диском Солнца.

## Теории происхождения
Сходство Деймоса и Фобоса с одним из видов астероидов породило гипотезу о том, что и они бывшие астероиды, орбиты которых были искажены гравитационным полем Юпитера таким образом, что они стали проходить вблизи Марса и были им захвачены. Однако довольно правильная форма орбит спутников Марса и положение их орбитальных плоскостей, почти совпадающих с марсианской, ставит под сомнение эту версию.
Ещё одно предположение о происхождении Фобоса и Деймоса — распад спутника Марса на две части.

## Спутники Марса в литературе
- У Владимира Михайлова в повести «Особая необходимость» (1963), советские космонавты обнаруживают, что Деймос является звездолётом инопланетян. Разгадав часть его тайн, участники экспедиции решают использовать имеющийся на борту звездолёта межпланетный космический корабль для возвращения на Землю.
- У Станислава Лема в «Звёздных дневниках Ийона Тихого», «Путешествии двадцатом», путешественник во времени из XXVII века случайно выбалтывает Джонатану Свифту элементы орбит Фобоса и Деймоса. Именно так, утверждает главный герой, писатель и узнал о существовании этих спутников.